# Novalena marginata
Novalena marginata är en spindelart som först beskrevs av F. O. Pickard-Cambridge 1902.  Novalena marginata ingår i släktet Novalena och familjen trattspindlar. Inga underarter finns listade i Catalogue of Life.